# Alan Hackney
Alan Hackney, all'anagrafe Alan Charles Langley Hackney (Manchester, 10 settembre 1924 – Bovingdon, 15 maggio 2009), è stato uno scrittore e sceneggiatore britannico.

## Biografia
Dopo essersi diplomato al Thornleigh Salesian College di Bolton, mentre studia all'Università di Manchester viene chiamato a prestare servizio militare nell'esercito britannico. Venne assegnato a Maidstone Barracks per un anno, dove ha incontrato Margaret Bartlett, che diventò la sua prima moglie e successivamente è stato inviato in India. Dopo la smobilitazione riprese gli studi al New College di Oxford, dove seguì il corso di laurea Philosophy, Politics, and Economics sotto la guida di Isaiah Berlin.
Come scrittore è conosciuto per i suoi due romanzi Private's Progress e Private Life, entrambi adattati in film: il primo ebbe il titolo Operazione fifa (1956), e il secondo come Nudi alla meta (1959), del quale scrisse soggetto e sceneggiatura vincendo il Premio BAFTA nel 1960. I suoi film più ricordati sono Gli arcieri di Sherwood (1960) con Peter Cushing, Un alibi (troppo) perfetto (1960) con Peter Sellers e You Must Be Joking (1965) diretto da Michael Winner. È stato anche un frequente collaboratore di Punch. A causa del declino dell'industria cinematografica britannica la sua carriera ebbe una flessione.
Inoltre, scrisse sceneggiature per la televisione britannica BBC (tra le quali ebbe grande successo la serie Robin Hood) in Canada, in Italia (con la serie televisiva in sette episodi della RAI K2 + 1, diretta da Luciano Emmer, con le Gemelle Kessler e Johnny Dorelli, scrivendo la maggior parte delle storie con Francesco Milizia e Biagio Proietti), e a Hollywood. Lavorò anche con il compositore Howard Blake per una versione musical del film Nudi alla meta.

## Vita privata
Sposato dal 1947 con Margaret Bartlett, detta Peggy, fino alla morte di lei avvenuta nel 1995, si unì in matrimonio una seconda volta con la produttrice cinematografica canadese Daisy de Bellefeuille, deceduta nel 2006 dopo una lunga malattia. Ebbe sei figli, e trascorse gli ultimi anni nella sua casa di Bovingdon nella contea dell'Hertfordshire, dove morì nel maggio del 2009 all'età di 85 anni.